# Geusibia hemisphaera
Geusibia hemisphaera är en loppart som beskrevs av Liu Chiying, Chen Jiaxian et Liu Quan 1981. Geusibia hemisphaera ingår i släktet Geusibia och familjen smågnagarloppor. Inga underarter finns listade i Catalogue of Life.